# Даумшар
Даумшар (каз. Дауымшар) — некрополь, архітектурна пам'ятка похоронно-культових комплексів Західного Казахстану кінця XVIII — початку XX століття. Некрополь площею 4 га розташований на лівобережжі річки Емби за 37 км на південний захід від селища Жаркаміс Байганінського району Актюбінської області Казахстану. Некрополь у 1982 році був включений до списку пам'яток історії та культури республіканського значення та охороняється державою.
Епонім цвинтаря є батир Даумшар (1770—1810) із казахського роду адай . За народним переказом батир Даумшар загинув під час бою з загоном експедиції (за однією версією — англійською, за іншою — російською), яка проводила дослідження на лівобережжі Емби.
Надгробні споруди, зведені народними майстрами, — прямокутні у плані пам'ятники з південними фасадами, з перекриттями, оформленими у вигляді шоломоподібної бані. У Даумшарі представлені різноманітні за типами саганатами, викладені з обпиляних блоків, кулпитаси, койтаси, сандиктаси, огороджені беїти, викладені з каменів. Їхня зовнішня поверхня відокремлена контурним різьбленням з фарбуванням орнаменту. На гранях кулпитасів розміщені арабографічні епітафії казахською мовою та тамги.